# Sedum shigatsense
Sedum shigatsense är en fetbladsväxtart som beskrevs av Fröderstr.. Sedum shigatsense ingår i Fetknoppssläktet som ingår i familjen fetbladsväxter. Inga underarter finns listade i Catalogue of Life.